# Näjern (Kristdala socken, Småland, 636713-152326)
Näjern är en sjö i Oskarshamns kommun i Småland och ingår i Viråns huvudavrinningsområde. Sjön är 12 meter djup, har en yta på 0,589 kvadratkilometer och befinner sig 74,7 meter över havet. Näjern ligger i Viråns vattensystem Natura 2000-område. Sjön avvattnas av vattendraget Virån.

## Delavrinningsområde
Näjern ingår i det delavrinningsområde (636760-152187) som SMHI kallar för Utloppet av Näjern. Medelhöjden är 88 meter över havet och ytan är 8,86 kvadratkilometer. Räknas de 13 avrinningsområdena uppströms in blir den ackumulerade arean 281,91 kvadratkilometer. Avrinningsområdets utflöde Virån mynnar i havet. Avrinningsområdet består mestadels av skog (72 procent) och jordbruk (14 procent). Avrinningsområdet har 0,59 kvadratkilometer vattenytor vilket ger det en sjöprocent på 6,6 procent.